# 석사동
석사동(碩士洞)은 대한민국 강원특별자치도 춘천시에 있는 동이다.

## 역사와 현재
원래 돌과 모래가 많다는 석사(石沙)리였다. 춘천사범학교(춘천교육대학교의 전신)가 들어서면서 한자를 바꿨다.
춘천의 동남부에 위치하여 효자동과 퇴계동, 후평동과 경계를 마주하고 있으며, 현재 춘천종합고용지원센터와 춘천교육대학교 등이 자리잡고 있다. 중앙고속도로의 시점이 위치하며, 퇴계동과 함께 2000년대부터 본격적인 개발이 진행되었다. 주로 아파트 등 주거 시설이 많아 춘천시에서 퇴계동과 함께 인구(15,183 가구, 39,580명 거주) 또한 많은 지역 중 하나이다.

## 주요 시설

### 관공서
- 춘천고용복지+센터
- 춘천고용센터
- 석사동 행정복지센터
- 춘천경찰서 남부지구대
- 석사소방파출소
- 석사우체국

### 교육시설
- 춘천교육대학교
- 우석중학교
- 우석초등학교
- 석사초등학교
- 성림초등학교
- 봄내초등학교

### 복지시설
- 춘천시장애인종합복지관

### 문화 시설
- 국립춘천박물관
- 춘천호반체육관
- 춘천국민체육센터

## 아파트
| 단지명             | 건설사                  | 시행사           | 주소             | 입주        | 비고                             |
| ------------------ | ----------------------- | ---------------- | ---------------- | ----------- | -------------------------------- |
| 퇴계주공 3단지     | 한국중공업              | 대한주택공사     | 퇴계로 220-19    | 1999년 11월 |                                  |
| 퇴계주공 4단지     | 한국중공업              | 대한주택공사     | 퇴계로 242       | 1998년 12월 |                                  |
| 퇴계 휴먼타운      | 계룡건설산업 ㈜유진건설 | 대한주택공사     | 지석로 29        | 2002년 5월  | '퇴계주공 5단지'에서 단지명 변경 |
| 석사대우           | ㈜대우 건설부문         | ㈜대우 건설부문  | 우석로101번길 86 | 1998년 11월 |                                  |
| 석사현대 3차       | 현대건설 현대산업개발   | 현대건설         | 퇴계로 220-16    | 1998년 12월 |                                  |
| 석사세경 5차       | ㈜세경건설              | ㈜세경건설       |                  |             |                                  |
| 석사 신도브래뉴    | 신도종합건설㈜          | 에이플러스㈜     | 공지로 69-10     | 2007년 10월 |                                  |
| 퇴계1차 현진에버빌 | 현진종합건설㈜          | 현진종합건설㈜   | 지석로 97        | 2004년 7월  |                                  |
| 퇴계2차 현진에버빌 | 현진㈜                  | 현진㈜           | 지석로 67        | 2005년 5월  |                                  |
| 석사청구           | ㈜청구                  | ㈜청구           | 서부대성로 332   | 1997년 9월  |                                  |
| 석사진흥           | 진흥기업                | 진흥기업         | 후석로186번길 9  | 1997년 6월  |                                  |
| 석사두산           | 두산건설                | 두산건설         | 후석로186번길 25 | 1997년 7월  |                                  |
| 석사그랜드         | 그랜드종합건설㈜        | 그랜드종합건설㈜ | 우석로101번길 20 | 1998년 11월 |                                  |